# David Gauthier
David Gauthier (* 10. September 1932 in Toronto; † 9. November 2023) war ein kanadischer Philosoph. Bekannt ist er für seine im Anschluss an Hobbes verfasste Vertragstheorie der Moral, die er in seinem Hauptwerk Morals by Agreement beschreibt.

## Leben
Gauthier wurde 1932 in Toronto geboren. Er studierte an der University of Toronto (B.A. Hons., 1954), der Harvard University (A.M., 1955) und der University of Oxford (B. Phil., 1957; D. Phil., 1961). Seit 1979 ist er gewähltes Mitglied der Royal Society of Canada (F.R.S.C.).
Von 1958 bis 1980 war er Mitglied des Philosophischen Instituts an der University of Toronto, dessen Geschäftsführer er in den Jahren 1974 bis 1979 war. 1980 wechselte er an das Philosophische Institut der University of Pittsburgh, wo er heute den Rang eines Professor Emeritus innehat. Von 1983 bis 1987 fungierte er als dessen Geschäftsführer. Er bekleidete den Posten eines Senior Research Fellow am dortigen Zentrum für Wissenschaftsphilosophie. Als Gastdozent lehrte er u. a. an der UCLA, der UC Berkeley, in Princeton und der University of Waterloo. Gauthier ist Autor zahlreicher Artikel. Eine Zusammenstellung wichtiger Aufsätze findet sich in der Aufsatzsammlung Moral Dealing. Als Buchautor veröffentlichte er neben Morals by Agreement u. a. auch Practical Reasoning, The Logic of Leviathan und Rousseau: The Social and the Solitary.
Neben seinem systematischen Interesse für die allgemeinen Moraltheorie interessiert er sich in geschichtlicher Hinsicht vor allem für die Entwicklung der politischen Philosophie, und hier besonders für das Werk von Hobbes und Rousseau. Außerdem arbeitet er an einer Theorie der praktischen Rationalität, wobei hier weniger die klassischen aristotelischen oder kantischen Ansätze als vielmehr ökonomische Überlegungen den Ausgangspunkt seines Denkens bilden.
Als junger Mann bewarb er sich vergebens um einen Sitz im kanadischen Parlament. Er verfasste unregelmäßig Kolumnen für verschiedene Zeitungen und verdingte sich als freier Autor.
Einige von Gauthiers Schülern in Amerika und Kanada gelten ebenfalls als bedeutende Philosophen. Sie forschen hauptsächlich in den Bereichen der Moral- und Rechtsphilosophie sowie der politischen Philosophie.
Der Asteroid (15911) Davidgauthier ist nach ihm benannt.

## Beitrag zur politischen Philosophie und Ethik
In der Werttheorie vertritt Gauthier einen subjektivistischen Ansatz, der von den ökonomischen Präferenzen der Individuen ausgeht. Dabei argumentiert er, dass moralische Beschränkungen eines auf maximalen Nutzen ausgerichteten Verhaltens des Einzelnen stets durch Klugheitserwägungen gerechtfertigt werden können (in diesem Kontext rekurriert er mitunter auf das Modell des Verhandlungsproblems aus der Spieltheorie, um sodann eine eigene Lösungsvariante für dieses zu formulieren). So sei es klüger, die eigenen Präferenzen zu beschränken und mit anderen Handlungssubjekten, die ähnliche Präferenzen aufweisen, zusammenzuarbeiten, anstatt sein Glück als Einzelkämpfer zu versuchen. Moralische Beschränkungen sind also insofern gerechtfertigt, als sie für das Gros aller Beteiligten letztendlich vorteilhafter zur Befriedigung der individuellen Bedürfnisse sind. Damit identifiziert Gauthier  ähnlich dem Utilitarismus moralisches Denken als ausgearbeitete und subtilere Variante einer reinen Zweck-Mittel-Überlegung. Insgesamt wird diese auf Aspekten der Spieltheorie und des Rational-Choice-Paradigmas aufbauende Moralphilosophie, die sich durch die Engführung von Eigeninteresse und Moral auszeichnet, häufig als ein politiktheoretischer Ansatz im Geiste von Thomas Hobbes aufgefasst, welcher jedoch ebenso Elemente des staatsphilosophischen Werks von John Locke beinhaltet.

## Bibliographie

### Werke von Gauthier
- David Gauthier, Practical Reasoning: The Structure and Foundations of Prudential and Moral Arguments and Their Exemplification in Discourse (Oxford: Clarendon Press, 1963).
- David Gauthier, The Logic of Leviathan: The Moral and Political Theory of Thomas Hobbes (Oxford: Clarendon Press, 1969).
- David Gauthier, Morals by Agreement (Oxford: Oxford University Press, 1986)
- David Gauthier, Moral Dealing: Contract, Ethics, and Reason (Ithaca, Cornell University Press, 1990).
- David Gauthier, Rousseau: The Sentiment of Existence (Cambridge: Cambridge University Press, 2006).

### Ausgewählte Sekundärliteratur
- Raffael Iturrizaga: David Gauthiers moralischer Kontraktualismus, ontos 2007, ISBN 978-3-938793-60-2
- E. F. Paul, F. D. Miller, Jr. und J. Paul (Hg.), The New Social Contract: Essays on Gauthier (Oxford: Blackwell, 1988).
- Peter Vallentyne (Hg.), Contractarianism and Rational Choice: Essays on David Gauthier's Morals by Agreement(New York: Cambridge University Press, 1991.)
- David Gauthier und Robert Sugden (Hg.), Rationality, Justice and the Social Contract: Themes from Morals by Agreement (Hertfordshire: Harvester Wheatsheaf, 1993).
- Christopher W. Morris und Arthur Ripstein (Hg.), Practical Rationality and Preference: Essays for David Gauthier(New York: Cambridge University Press, 2001)